# Замкова гора (Черкаси)

Замкова гора на плані Черкас

За́мкова гора́ (Дніпрова гора) — один з пагорбів у рельєфі міста Черкаси. Знаходиться в центрі міста над низинним берегом Кременчуцького водосховища на Дніпрі. Має історичне й археологічне значення, адже тут знаходилось спочатку городище, а пізніше Черкаський замок.

Пам'ятник Іванові Підкові

Є припущення археологів, що на Замковій горі знаходилось відоме місто Родень, місце розташування якого дотепер лишається однією з найбільших загадок історії України. Дослідженнями останніх десятиліть у Черкасах виявлені храмоподібні та хрестоподібні (за формою планів) початкові ланки системи впорядкованого природного рельєфу поверхні землі. Найменші членування ієрархічного ланцюжка впорядкованого природного рельєфу землі відповідають саме Замковій горі.
Нині на Замковій горі розташований сквер Богдана Хмельницького, де встановлено декілька пам'ятників.

## Проблеми охорони
Природно-історичне середовище Черкас вже протягом багатьох років безжалісно нищиться містобудівниками. Місто втратило всі давні храми, неповторну красу ансамблів давніх земляних оборонних споруд і ландшафту берегових крутосхилів. На початку 1960-х років була знищена вибухівкою Свято-Троїцька церква, де була розташована одна з міських фортець. Недосліджений археологічний культурний шар цього городища вивезено на звалище. Історичний рельєф Замкової гори — складову частину ансамблю берегових фортифікацій — поховано під великою купою ґрунту. Спотворено унікальний історико-ландшафтний комплекс берегових схилів між річковим портом і Замковою горою (недоладно розташовані багатоповерхові будинки на верхній терасі, гори піску біля підніжжя гори). Наступ забудови на Замкову гору йде й зверху, з боку плато. Спочатку звели ресторан «Чайка», Будинок природи, які знищили значні ділянки археологічних культурних шарів з недослідженими давніми цвинтарями. Потім спорудили готелі «Дніпро» та «Росава», 112-квартирний житловий будинок. Остання будівля лише частина житлового комплексу, спорудження якого збираються продовжити на пагорбі.
Одна з форм протидії охороні природно-історичного середовища Черкас — подання на здобуття Державної премії в галузі містобудування об'єкта під назвою «Архітектура центру міста Черкаси». У матеріалах замовчується існування в центральній частині міста заповідної території «Черкаські берегові схили», створеної рішенням облвиконкому від 29 березня 1991 року. Замовчується також існування головної пам'ятки Черкас у складі заповідної території — Замкової гори-городища.